# Erwin Förschler
Erwin „Eiermann“ Förschler (* 2. Dezember 1913 in Stuttgart; † 23. Januar 1984 in Böblingen) war ein deutscher Fußballspieler.

## Karriere
Erwin Förschler war zu Beginn seiner Karriere bei der SpVgg Feuerbach aktiv. Im Jahre 1935 wechselte er zu den Stuttgarter Kickers, jedoch wurde er mindestens bis zum 26. März 1936 nach seinem Wechsel gesperrt. Dies führte dazu, dass die Verhandlungen bis vor das Bundesgericht gingen.
In der Zeit bei den Kickers von 1936 bis 1943 war der gebürtige Stuttgarter sehr erfolgreich und absolvierte in den Endrunden um die deutsche Meisterschaft 13 Spiele und erzielte dabei ein Tor. Von 1945 bis 1948 spielte Förschler Erstligafußball in der Oberliga Süd, dort kam er zu 48 weiteren Spielen und schoss weitere zwei Tore.
Seinen Spitznamen „Eiermann“ erhielt Förschler auf Grund seiner technischen Fähigkeiten.

## Privates
Erwin Förschler hatte mindestens drei Cousins. Kurt Förschler, einer von ihnen, spielte ebenfalls Fußball beim TSV Georgii-Allianz Stuttgart.